# Томо Братић
Томо Братић (Фојница код Гацка, 6. октобар 1871. — Мостар, 11. новембар 1929) је био етнограф. 
Богословију је завршио у Рељеву (Богословски факултет у Сарајеву), а службовао у Благају и Мостару. Бавио се књижевним, публицистичким и етнографским радом, Сакупљао је и у Гласнику Земаљског музеја објављивао обимну и значајну етнографску грађу из Херцеговине. 
Његови покушаји тумачења народних традиција делом су проблематични.